# Storm (rapper)
Storm is een vrouwelijke Amerikaanse rapper. Haar echte naam is Donna Hunter. Ze was het enige vrouwelijke lid van de Outlawz. Ze heeft Tupac via een vriend ontmoet tijdens de opnamen van een film. Nadat Tupac had ontdekt dat ze goed kon rappen, heeft hij haar gevraagd om bij zijn groep de Outlawz te komen. Op 13 februari, 1996, kwam het met 9 keer platina bekroonde album All Eyez On Me uit. Storm was hier op te horen op 3 titels, namelijk op "Tradin' War Stories," "Thug Passion" en "Run Tha Streetz". Ook was ze te horen op het debuutalbum Still I Rise van de Outlawz. Tupac wilde haar een solocarrière laten beginnen in de muziek als rapper.
Storm was ook te horen op andere albums van andere artiesten, namelijk op de titel "Hard Labor" van C-Bo's album Til My Casket Drops, "M.F.C. Lawz" van Heltah Skeltah's album Magnum Force, "Ain't Dead In Vain" van Rondo's album Succes Before Death, de soundtrack van Gang Related en de soundtrack van Gridlock'd.
Op de Thug Angel soundtrack was ze ook te horen. Op de achterkant van de omslag van de cd is een foto te zien van haar tatoeage. Ook is ze hierin te zien in een interview en te horen in het nummer "Pain". Ze vertelt dat het effect dat Tupac zijn dood op haar heeft gehad ook te maken heeft met de reden dat ze ineens uit de groep is gegaan en geen contact meer heeft met de Outlawz.
- International Standard Name Identifier: 0000 0000 7036 5049
- Library of Congress Control Number: no2009126066
- MusicBrainz: e2205e51-9450-4c4e-9486-eb13e9bf0ad9
- Virtual International Authority File: 96850883
- WorldCat: E39PBJvt8dQmmbkxWdpQrt9dQq